# リコー GXR

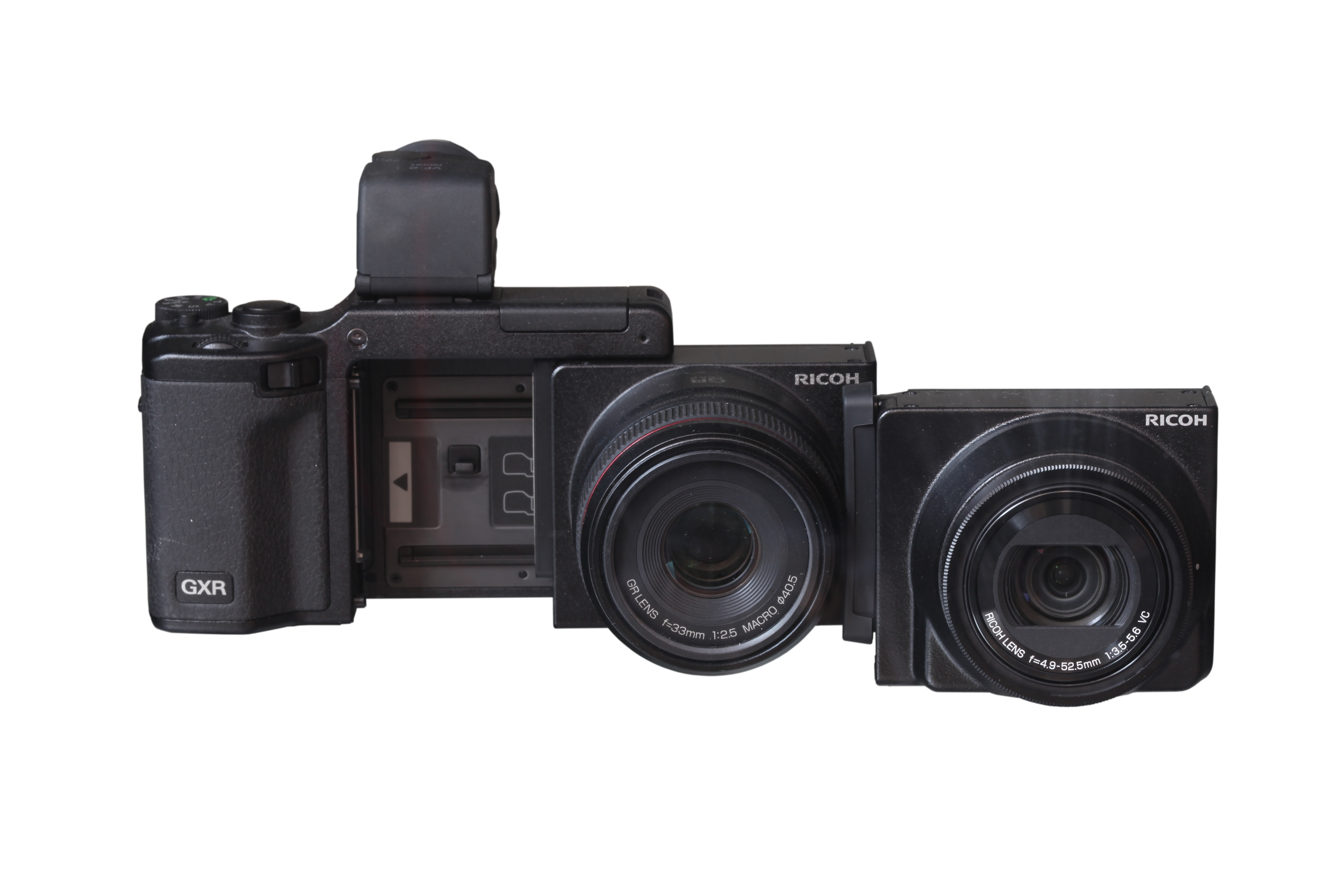

リコー GXRはリコーが発売したユニット交換方式のデジタルカメラである。

## 概要
このカメラの最大の特徴である世界初の「ユニット交換方式」とは、ボディは入出力機能(ボタンと液晶画面)にフラッシュ等の補助メカニズムを付加したI/Oモジュールとシステムの電源を一体化したものに他ならず、レンズはおろかイメージセンサーすら搭載されていないという奇抜な設計である。カメラとしての実質機能は全て交換ユニット側に集約されているが、カメラユニット側だけでなく本体側にも画像処理エンジンを搭載している。そのためカメラユニットを外した状態で本体の電源をオンしても動作は可能であり、撮影したデータを表示、加工するなどがボディ単体でも行える。
この「骨組み」とも言えるボディに対して、レンズ、イメージセンサー、画像処理エンジンを一体化したカメラユニットを、本体にスライド挿入して使用する。トータルではやや大型のコンパクトカメラとなり、背面液晶かオプションのEVFを用いて撮影する。
ユニットとボディ間の接続は完全なデジタル信号通信であり、従来のレンズ交換方式のような光学的な意味での外寸規格は存在しない。そのためセンサーサイズやフランジバック、或いはセンサーへの光線入射角度に至るまでユニットの裁量で自由に決める事ができ、デジタルカメラの中でも極めて設計自由度が高い。
反面、共用部品とすることのできたセンサーなどが、全てレンズとユニット化されるため、部分的なアップデートが不可能である。実質的には、ユニット一つごとが特殊化したカメラを一台分設計するのに等しく、ある意味ではレンズ交換式カメラの特徴であった、「レンズの資産価値」を重視するメリットを完全に捨てたともいえる。リコーの主張によれば、一体型の専用設計にすることでレンズ、センサー双方を完全に最適化、ユニットを小型化できるとしており、これがGXRの長短所両面での著しい特徴となっている。
2011年9月にリリースされたレンズマウントユニットGR MOUNT A12により、ライカMマウントレンズの装着も可能になった。

## GXRボディの主な仕様
- 撮影モード：ダイヤル切り替え方式。オート、プログラムシフト、絞り優先、シャッタースピード優先、マニュアル、シーンモード(動画含む)、マイセッティング×3
- 画質モード：Fine/Normal/RAW(DNG)
- ISO感度：上限3200。下限はユニットによる
- 液晶モニタ：3.0型、約92万ドット。sRGBをフルカバー
- フラッシュ：手動ポップアップ。オート、赤目軽減、強制発光、スローシンクロ、発光禁止。発光量の12段階マニュアル制御可能
- 主な操作ボタン：前面アップダウンダイヤル、背面ADJレバー、八方向キー、ズームボタン、マクロボタン、二つのFnボタン、DIRECTボタン
- 外部端子：EVF対応ホットシュー、HDMI、USB、AV端子
- ストレージ：SDカード、SDHCカード
- 外寸：113.9mm(W) × 70.2mm(H) × 28.9mm(D)
- 本体重量：約160g

## 交換ユニット
発表当初は撮影用ユニットのみならずプロジェクターやストレージ用途のユニットのモックアップも提示され、発売するユニットは市場のニーズをみて検討していくとされていた。
しかし結局は撮影用カメラユニットのみのラインナップ展開となった。
レンズの名称については、ある水準を満たす高品質の製品をGR LENS、普及型のものをRICOHレンズとして2つのブランドを展開する。ちなみにレンズ名称に付記されている「VC」とは、リコー独自開発のブレ補正機能(Vibration Correction)を搭載したユニットであることを表す略号のこと。
なお、各ユニットの名称にある焦点距離は35mm判フィルム時の同画角相当値であり、実焦点距離ではない。上述の通り、ユニット毎に採用センサーのサイズが違うという特異な事情があるため、ユニット名称にはカメラ業界では一般的な35mm換算表記が使用される（ただしユニット鏡胴部に記載されている値は実焦点距離となっている）。

### RICOH LENS A16 24-85mm F3.5-5.5
- レンズ構成：9群11枚
- 実焦点距離：15.7～55.5mm
- センサー：APS-Cサイズ(23.6×15.7) CMOS
- 有効画素：約1620万画素
- ユニット重量：350g(カメラ装着時550g)

一眼レフ向けの標準ズームレンズで一般的なスペックを持つユニット。ローパスフィルターを省略している。ズーム全域で最短撮影距離が25cm。

### GXR MOUNT A12
- レンズ：なし
- センサー：APS-Cサイズ(23.6×15.7) CMOS
- 有効画素：約1230万画素
- ユニット重量：170g(カメラ装着時370g)

レンズを搭載していない、ユニークなレンズマウントユニット。Mマウント互換となっている。専用に設計されたフォーカルプレーンシャッター機構を搭載。

### GR LENS A12 50mm F2.5 MACRO
- レンズ構成：8群9枚
- 実焦点距離：33mm
- センサー：APS-Cサイズ(23.6×15.7) CMOS
- 有効画素：約1230万画素
- 基本アスペクト比：3:2
- 画像処理エンジン：GR Engine III
- ISO感度：200-3200
- ユニット重量：263g (カメラ装着時423g)

撮影倍率1/2倍のマクロレンズを搭載したカメラユニット。開放F値2.5でマクロとしてはかなりの大口径ながら、全域で安定した性能を誇る。
光学系は標準的な対称型構成だが、デジタル用レンズでは必須とされてきたテレセントリック特性を無視しているのが非常に特徴的である。GXRの設計では光線入射角度を各レンズに都合の良い数字で決められるため、あらかじめ斜めに光が入るという前提でセンサー側が最適化されている。
ベンチマークでは各社一眼レフ用の高級マクロレンズに匹敵、あるいは部分的には凌駕する数値を叩きだしており、なおかつそれがレンジファインダー並の鏡銅サイズに収まっているという、GXRの小型・高画質コンセプトを体現したユニットとなっている。

### RICOH LENS S10 24-72mm F2.5-4.4 VC
- レンズ構成：7群11枚
- 実焦点距離：5.1-15.3mm
- センサー：1/1.7インチCCD
- 有効画素： 約1000万画素
- 基本アスペクト比：4:3
- 画像処理エンジン：Smooth Imaging Engine IV
- ISO感度：100-3200
- ユニット重量：161g (カメラ装着時325g)
- Vibration Correction(センサーシフト方式のぶれ補正)搭載

GX200と同じ光学系のユニット。センサーはGR Digital IIIのものと同じである。オプションのワイコン・テレコンはこれまでのものがそのまま使用できる。フード＆アダプターについては新設計。GX200で評判となった可変レンズキャップも新設計のLC-2に変わった。
他のリコーズーム機同様ステップズームも可能で、24/28/35/50/72mm相当を移動できる。
センサーサイズで無理をしない分小型であり、装着時の総質量がマイクロフォーサーズのDMC-G1やE-P1ボディ単体よりも軽量。

### RICOH LENS P10 28-300mm F3.5-5.6 VC
- レンズ構成：7群10枚
- 実焦点距離：4.9-52.5mm
- センサー：1/2.3インチCMOS（裏面照射型）
- 有効画素：約1000万画素
- 基本アスペクト比：
- 画像処理エンジン：Smooth Imaging Engine IV
- ISO感度：100-3200
- ユニット重量：160g (カメラ装着時367g)
- Vibration Correction(センサーシフト方式のぶれ補正)搭載

### GR LENS A12 28mm F2.5
- レンズ構成：6群9枚
- 実焦点距離：18.3mm
- センサー：APS-Cサイズ(23.6×15.7) CMOS
- 有効画素：約1230万画素
- 基本アスペクト比：3:2
- 画像処理エンジン：GR Engine III
- ISO感度：200-3200
- ユニット重量：210g (カメラ装着時410g)